# Thecla variegata
Thecla variegata är en fjärilsart som beskrevs av Percy I. Lathy 1936. Thecla variegata ingår i släktet Thecla och familjen juvelvingar. Inga underarter finns listade i Catalogue of Life.